# Chakchiuma
Chakchiuma so bili indijansko pleme iz zgornjega porečja reke Yazoo, na območju današnje zvezne države Mississippi.
Konec 17. stoletja so francoski raziskovalci Chakchiume identificirali kot "narod Chicacha", kar kaže, da so bili sorodni plemenu Chickasaw in podobnim plemenom, ki so govorila zahodne muskogejske jezike. Verjetno so imeli skupen izvor kot ljudstvo Chickasaw in Choctaw ter so se sredi 18. stoletja združili v narod Chickasaw.

## Ime
Po Swantonu je ime prvotno bilo Sa'ktcihuma "rdeči rak", kar se nanaša na plemenski totem. To ime je sorodno imenu Choctaw shakchi humma "rdeči rak". V virih v evropskih jezikih se je pojavljalo na različne načine, vključno kot Sacchuma in Saquechuma v zapisih de Sotovih potovanj in kot Choquichoumans pri d'Ibervillu. Swanton je trdil, da ime Houma izhaja iz Chakchiuma.

## Zgodovina
Prva zgodovinska omemba Chakchiuma je, ko je Hernando de Soto poslal kontingent vojakov proti njim, medtem ko je bival pri Chickasawih. Leta 1700 so angleški kolonisti iz province Carolina prepričali bojevnike Quapaw, da napadejo Chakchiume, da bi ujeli člane njihovega plemena in jih prodali v suženjstvo v Karoline. Napad je bil neuspešen. Zgodovinar Alan Gallay predlaga, da so se kolonisti obrnili na Quapaw, ker so se njihovi običajni partnerji v indijanski trgovini s sužnji, Chickasaw morda, upirali napadu na sorodno pleme.
Chakchiuma so sodelovali na francoski strani v vojni Yazoo. Okoli leta 1739 so bili Chakchiuma vpleteni v sovražnosti, predvsem s Chickasawi, kar je privedlo do njihovega uničenja kot neodvisnega plemena in njihove vključitve v plemena Chickasaw in Choctaw. Chickasaw in Choctaw so so bili ogorčeni, da niso ubili le vseh bojevnikov Chakchiuma, ampak tudi vsako žival, ki so jo našli v njihovih vaseh. Toda Chakchiuma so bili dovolj številčni, da so v 1730-ih, ko so bili vključeni v skupino Choctaw, ustanovili svoj klan (Rak).

### Zgodovinske populacije
Na podlagi trditve Jean-Baptista Le Moyna de Bienvilla, da je bilo leta 1702 400 družin Chakchiuma, zgodovinarji ocenjujejo, da jih je bilo skupno okoli ali nad 2.000 oseb, glede na znano velikost njihovih družin. Do leta 1704 se je njihovo število zaradi vojne zmanjšalo na 80 družin. Verjetno so imeli manj kot 500 ljudi. Bienville je zabeležil, da je bilo do leta 1735 le 60 družin. Phillippe de Rigaud de Vaudreuil, generalni guverner Nove Francije, je zapisal, da so bili iztrebljeni v vojni; vendar je Jerome Courtance, beli trgovec, leta 1757 zapisal, da so se preživeli naselili v vaseh Chickasaw.